# Yokosuka B3Y
Yokosuka B3Y — серийный палубный бомбардировщик-торпедоносец Императорского флота Японии 30-х годов 20 века.

## История создания
В 1932 году Императорский флот Японии, недовольный характеристиками самолёта Mitsubishi B2M, объявил конкурс на разработку его замены, утвердив спецификацию 7-Си. В этот раз было решено не привлекать иностранные фирмы, а разработать самолёт собственными силами. В конкурсе приняли участие фирмы Mitsubishi, Nakajima и 1-й арсенал флота в городе Йокосука.
Самолёт фирмы Mitsubishi (заводское обозначение 3MT10) вышел даже медленнее, чем предшественник. Кроме того, во время одного из испытательных полётов прототип потерпел аварию и не подлежал восстановлению.
Самолёт фирмы Nakajima (обозначение Y3B или В3N) имел достаточно оригинальную новаторскую конструкцию, однако тоже не показал хороших результатов. После построения прототипов обе работы были прекращены.
Победил в конкурсе самолёт 1-го арсенала флота, разработанный коллективом конструкторов под руководством Судзуки Тамефуми. Конструкторы взяли за основу самолёт Mitsubishi B2M, внеся в него ряд изменений. Самолёт совершил первый полёт в августе 1933 года. После незначительных доработок он был принят на вооружение под названием «Палубный штурмовик Тип 92» (или В3У1).

## Описание конструкции
Yokosuka B3Y был трёхместным бипланом смешанной конструкции. Каркас фюзеляжа состоял из стальных труб, обтянутых полотном, за исключением носовой части, обшитой дюралюминием. Крылья имели деревянный набор и фанерную обшивку, и могли складываться для размещения на авианосцах.
Самолёт был оснащен 12-цилиндровым двигателем водяного охлаждения Hiro Type 91 (лицензионным вариантом французского Lorraine-Dietrich 12Eb Courlis) мощностью 600 л. с. Двигатель оказался очень ненадёжным, кроме того, и сам самолёт имел далеко не впечатляющие характеристики, имел плохую устойчивость во время полёта и был сложным в управлении (в отличие от В1М и В2М).
Вооружение состояло из двух 7,7-мм пулемётов — одного неподвижного, направленного вперёд, с синхронизатором, а другой — в турели стрелка.
Самолёт мог нести одну 800-кг торпеду или две 250-кг бомбы.

## Тактико-технические характеристики
Источник данных: Уголок неба

Технические характеристики
- Экипаж: 3 чел.
- Длина: 9,50 м
- Размах крыла: 13,51 м
- Высота: 3,73 м
- Площадь крыла: 50,00 м²
- Масса пустого: 1850 кг
- Нормальная взлётная масса: 3200 кг
- Силовая установка: 1 × Hiro Тип 91
- Мощность двигателей: 1 × 620 л. с.

Лётные характеристики
- Максимальная скорость: 219 км/ч
- Крейсерская скорость: 175 км/ч

Вооружение
- Стрелково-пушечное: Тип 89
- Бомбы: одна 800 кг торпеда или 500 кг бомба

## История использования
Yokosuka B3Y нёс службу на авианосцах «Хошо» и «Рюдзьо». Он так и не смог вытеснить B1M и B2M, и на начало японо-китайской войне на флоте были бомбардировщики трёх разных типов. B3Y принимали ограниченное участие в боевых действиях, в частности, нанесли несколько бомбовых ударов по Шанхаю. В дальнейшем, когда фронт переместился дальше, японское командование, осознало, что B3Y не может противостоять новым китайским истребителям, использовало их только для патрулирования в тылу своих войск. До 1940 года B3Y был полностью снят с вооружения во всех боевых частях.